# Rawagempol Wetan
Rawagempol Wetan is een bestuurslaag in het regentschap Karawang van de provincie West-Java, Indonesië. Rawagempol Wetan telt 5827 inwoners (volkstelling 2010).